# Nicolas Lambert Wéry
Nicolas Lambert Wéry (auch Nicolas-Lambert Wéry, * 9. Mai 1789 in Huy; † 6. Oktober 1867 in Bande (heute zu Nassogne)) war ein belgischer Violinist, Komponist und Musikpädagoge. Er war der erste Violinlehrer am Königlichen Konservatorium Brüssel.

## Leben und Werk
Nicolas Lambert Wéry begann als 11-Jähriger bei Charles Delhaise, einem lokalen Musiker, das Geigenspiel zu erlernen. Von 1805 bis 1807 studierte er Violine bei Léonard-Joseph Gaillard (1766–1837) in Lüttich. 1807 unterbrach er zwangsweise sein Studium wegen seines Militärdienstes in der französischen Armee, den er in Metz und Versailles ableistete. 1808 durfte er nach Huy in seine Familie zurückkehren. Nach kurzer Zeit dort beschloss er, sich als Musiker in Metz niederzulassen. Er lebte in Sedan und reiste von dort aus mehrmals zu Studien bei Pierre Baillot nach Paris. 1822 wurde er zum Konzertdirektor in der Vauxhall von Paris ernannt, wo er auch sein erstes Violinkonzert aufführte.
Wéry verließ Paris, als nach dem Tode des Ersten Violinisten des Königs, Jean-Marie Gensse (1773–1822), dessen Stelle vakant war. Er erhielt den Posten und lehrte außerdem von 1823 bis 1832 an den Vorgängerinstituten des heutigen Brüsseler Konservatoriums. Von 1832 bis zu seiner Pensionierung 1860 wirkte er als Violinlehrer an dem neu gegründeten Brüsseler Konservatorium. Eine Verlängerung von Wérys Vertrag über die Pensionsgrenze hinaus scheiterte neben Entlohnungsforderungen wahrscheinlich auch an unterschiedlichen Auffassungen der Konservatoriumsleitung in Person von François-Joseph Fétis einerseits und Wéry andererseits. Fétis und andere Konservatoriumsdozenten, namentlich Charles-Auguste de Bériot, sahen in Wéry wohl einen Vertreter der ehemaligen französischen und niederländischen Regierung Belgiens und damit auch ein Symbol eines veralteten Musikstils. Wéry unterrichtete bis zu seinem Tode 1867 privat weiter. Wéry starb im Oktober 1867 in dem kleinen Dorf Bande in den belgischen Ardennen (heute zu Nassogne gehörend), wo er nach einer Krankheit Erholung suchte.
Bekannte Schüler von Wéry waren Jean-Baptiste Colyns, Jean-Baptiste Singelée und Alphonse Rancy.
Wéry veröffentlichte mehr als 50 Kompositionen, darunter drei Violinkonzerte, weitere drei Konzerte sind als Manuskript erhalten. François-Joseph Fétis, der Direktor des Brüsseler Konservatoriums, weist in seinem musikbiografischen Werk auch auf verlorengegangene Kompositionen Wérys hin. Ein Großteil der Werke Wérys befindet sich in der Bibliothek des Brüsseler Konservatoriums. Ein anderer Teil findet sich in der Privatbibliothek des Fürsten von Chimay.